# Biserica de lemn din Găbud

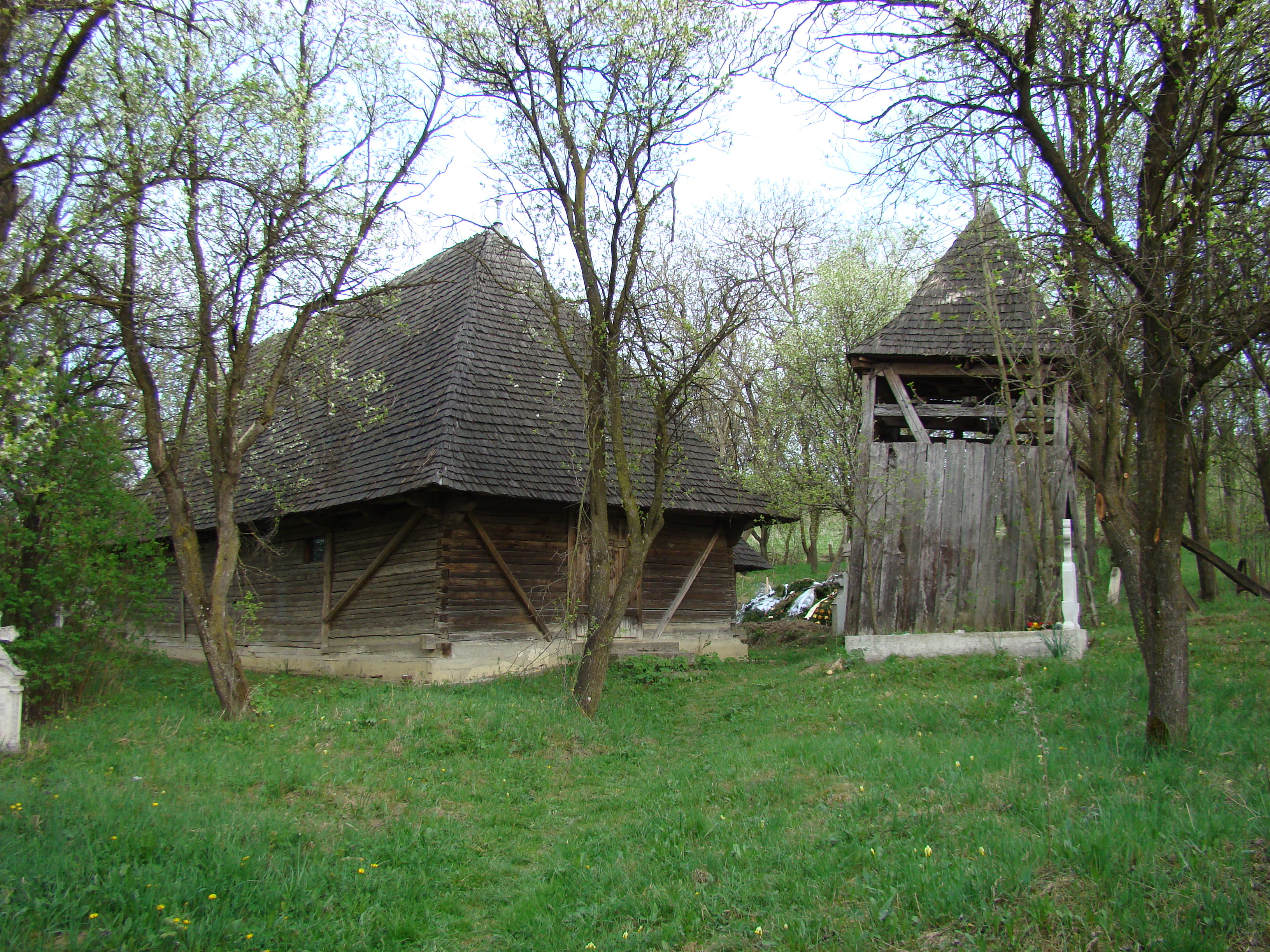
Biserica de lemn din Găbud, comuna Noșlac, județul Alba, foto: aprilie 2009

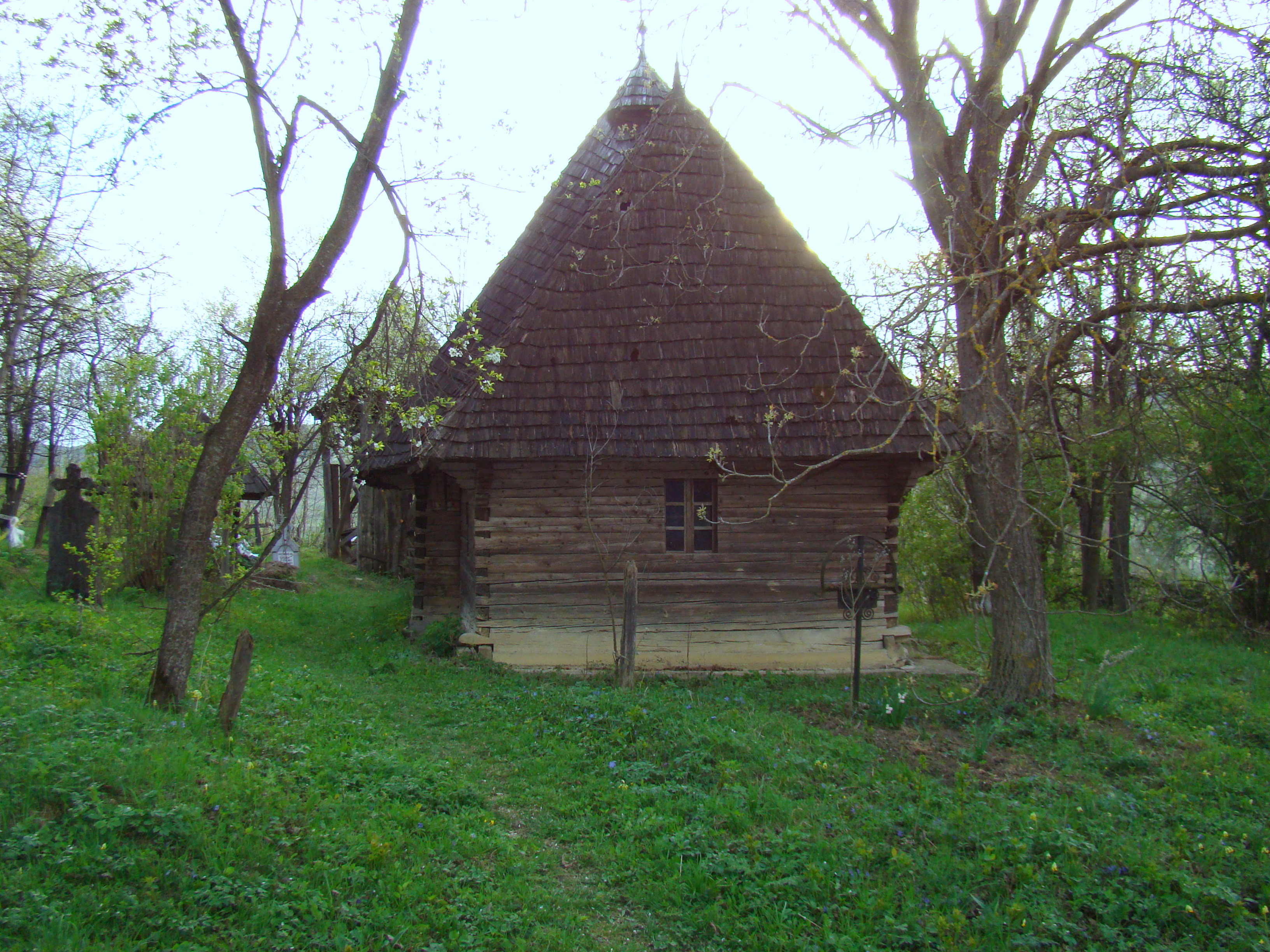
Biserica de lemn din Găbud, comuna Noșlac, județul Alba, foto: aprilie 2009

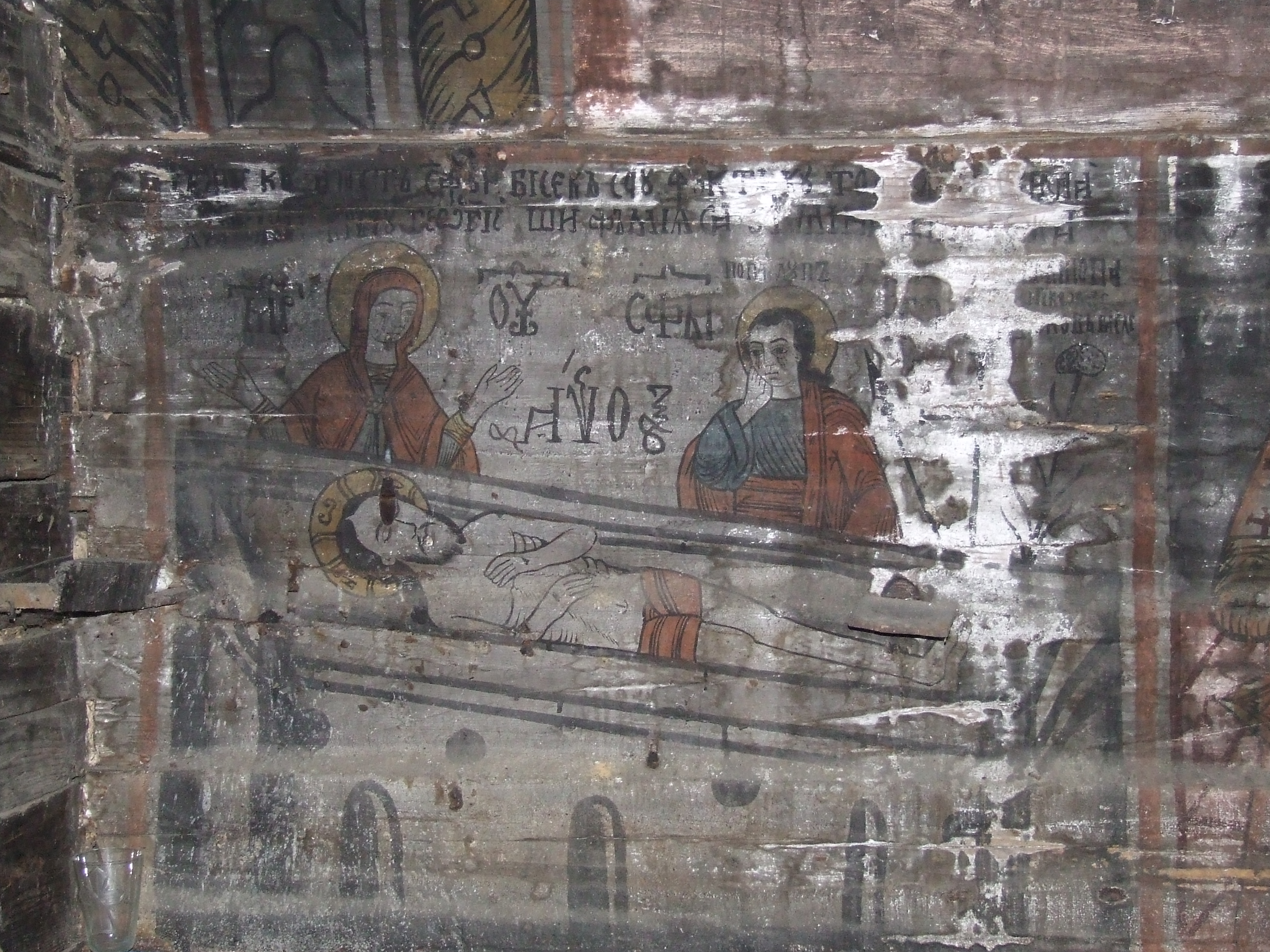
Inscripţia aflată în apropierea proscomidiarului care aminteşte momentul edificării bisericii şi donatorii ei. Foto: 2009

Poarta raiului ceresc, într-o compoziţie plină de farmec, în care apar pomul vieţii, crucea, astre cereşti, pasări şi un şarpe. Intrarea veche a bisericii, dinspre miazăzi. Foto: 2009

Biserica de lemn din Găbud, comuna Noșlac, județul Alba, datează din anul 1776 . Are hramul „Sfinții Arhangheli Mihail și Gavriil”. Biserica se află pe noua listă a monumentelor istorice sub codul LMI:  AB-II-m-A-00221.

## Istoric
Biserica de lemn din Găbud a fost inițial ridicată în satul Gheja, înglobat astăzi în orașul Luduș. Astfel, pe un Strastnic, aflat în patrimoniul său, este următoarea însemnare marginală: „S-au scris în Duminica Floriilor, această carte strastnic au cumpărat Crăciun Gheorghe și Simina la bierica Gheji de pomană, să le fie lor pomenire și coconilor în veci și cine s-ar simnti a o lua de la sfânta biserică să fie afurisit de 318 părinți, toți sfinți părinți de la Nichea”. O altă notă, de pe aceeași tipăritură, menționează construirea, pe spesele acestora a bisericii. Momentul ridicării bisericii este dat și de o inscripție pe peretele altarului de la 1776 care reține numele ctitorilor „[Să se] știe că aciastă sfân[tă] bise[ri]că sau făc[u]t cu to[ată cheltui]ala d[...]lui Crăciun Gheorghe și fămia sa Simina d[in Gh]eja. 1776”. Pe scena punerii în mormânt ce poartă inscripția ctitorilor la proscomidier, mai apar nume de preoți care au slujit altarul în decursul timpului, precum Popa Lup, Nicolae, Vasile și alții, ale căror nume sunt șterse. Biserica de lemn a fost înlocuită de o biserică de zid în anii 1874-1875. A fost vândută apoi credincioșilor din Găbud care au desfăcut-o și transportat-o pe locul actual. În noua așezare, bisericii i s-au făcut reparații cu modificări, importantă fiind alungirea sa printr-o travee intercalată în navă. O singură boltă, semicilindrică, acoperă partea originară a navei, bolta absidei fiind intersectată de timpanul continuat direct prin peretele de est. Planul bisericii este dreptunghiular, cu absida decroșată, pătrată , vădind preluarea de la lăcașul anterior, a acestei străvechi forme a ahitecturii de lemn. Clopotnița, pe două nivele, a fost așezată, conform obiceiului, separat de pereții lăcașului.
Știrile despre pictură, data, ctitorii, aflate din pisania mai sus-amintită, de pe peretele de nord al absidei, pe reprezentarea „Plângerea lui Isus”, se completează cu numele artistului, popa Nicolae zugravul sin Iacov, cules de pe icoanele împărătești (Deisis, datată și semnată; Sfântul Mare Mucenic Gheorghe; Cuvioasa Paraschiva; Maria cu pruncul; Sfântul Nicolae; Arhanghelul Mihail), realizate în 1777, marcând, ca deobște, săvârșirea picturii murale. În altar, temei amintite, se alătură: procesiunea arhiereilor, iar pe boltă: Sfânta Treime, Maria împărăteasă, cete îngerești. Din pictura navei, cu remarcabile chenare florale, se păstrează: mucenicii, în decor pe nișe, apostolii, înșiruiti la marginea bolții; iar pe perete sud, Sf. Dimitrie. În pronaos: mucenițe iar pe plafon: Maria Orantă, Adam și Eva, cuvioșii Simion, Clement, Grigorie.
Elementele sculptate în ancadramentul fostei intrări, de pe latura de sud, au fost culese de meșter din repertoriul artei populare: frânghia, dintele de lup, rombul, rozeta; dar și din cel al artei culte: un viguros vrej floral, pe care poposește o pasăre, este izvorât dintr-un vas; delfinul, cu cap de păuniță, întâlnit pe stele funerare romane, pe piese bizantine, și atât de familiar în decorul catapetesmelor medievale, de la sudul munților, străjuiește deasupra intrărilor. Document al confluențelor, ancadramentul de la Găbud, adaugă astfel sens istoric împlinirii sale artistice.
Din 1974, în centrul satului a început construirea unei biserici de zid. De atunci, pe dealul de la marginea de nord a așezării, lăcașul de lemn a fost atins de uitare și necesită reparații.

## Imagini din exterior

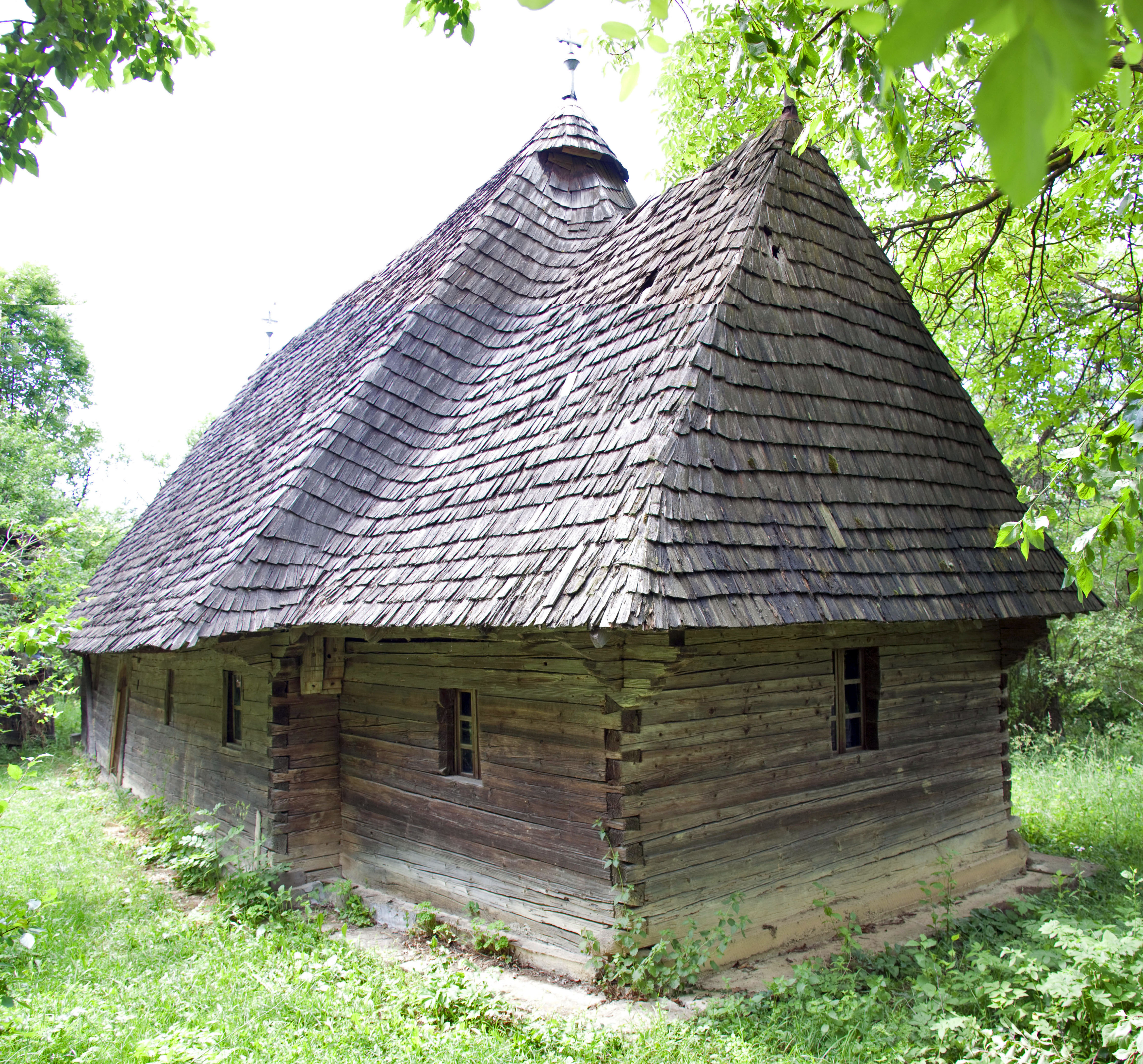
Vedere dinspre sud-est
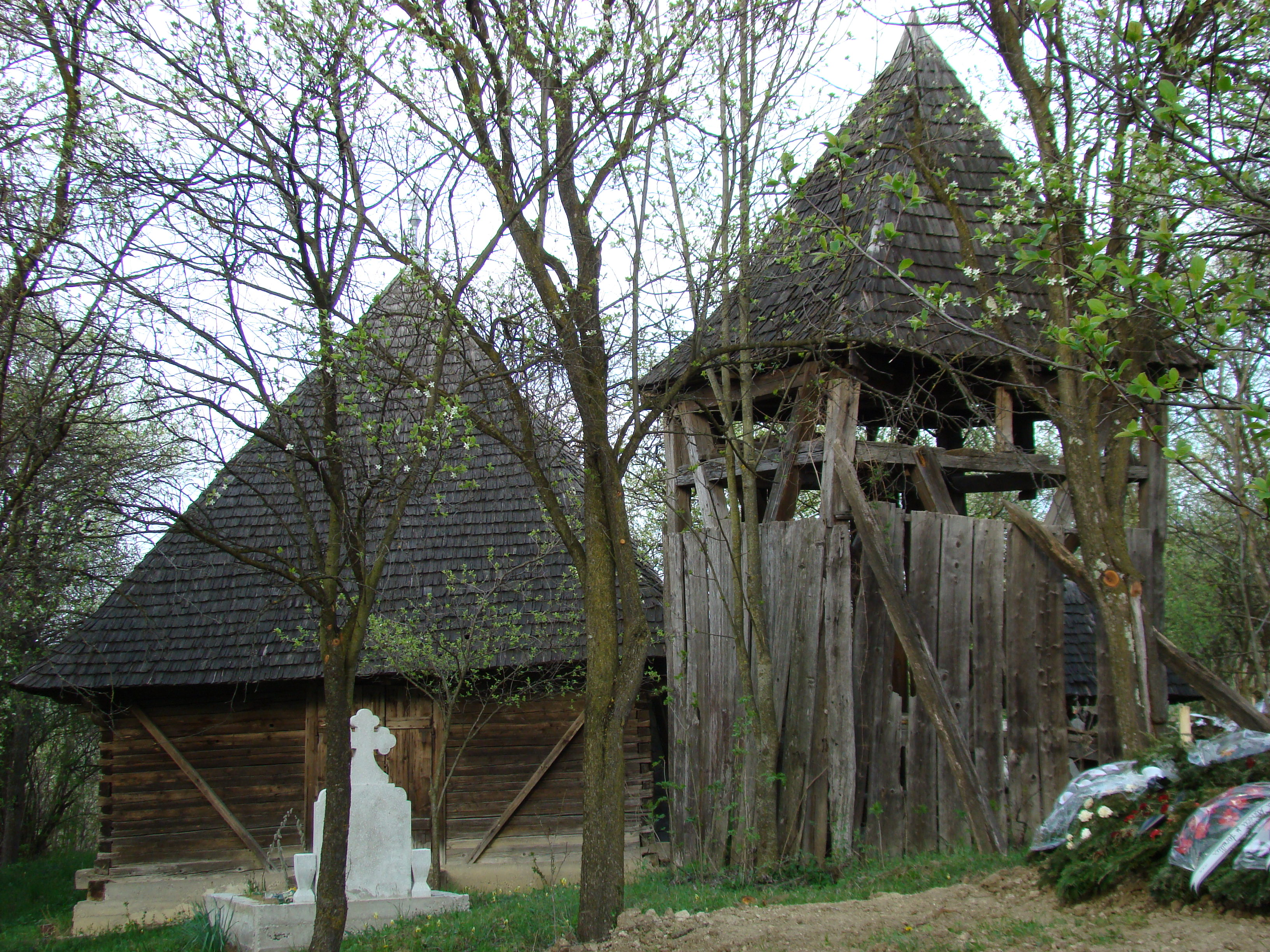
Vedere de ansamblu
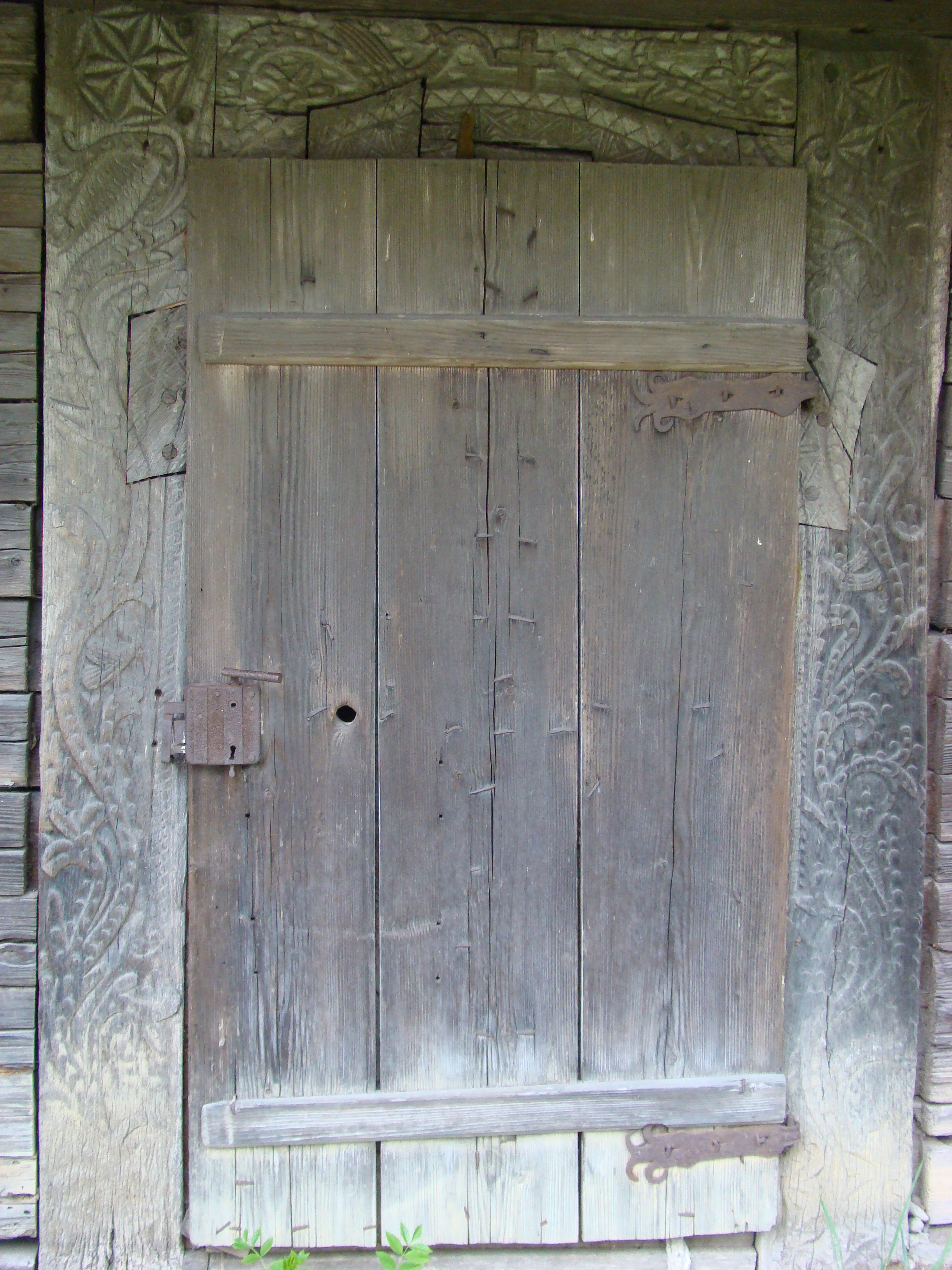
Portalul bisericii
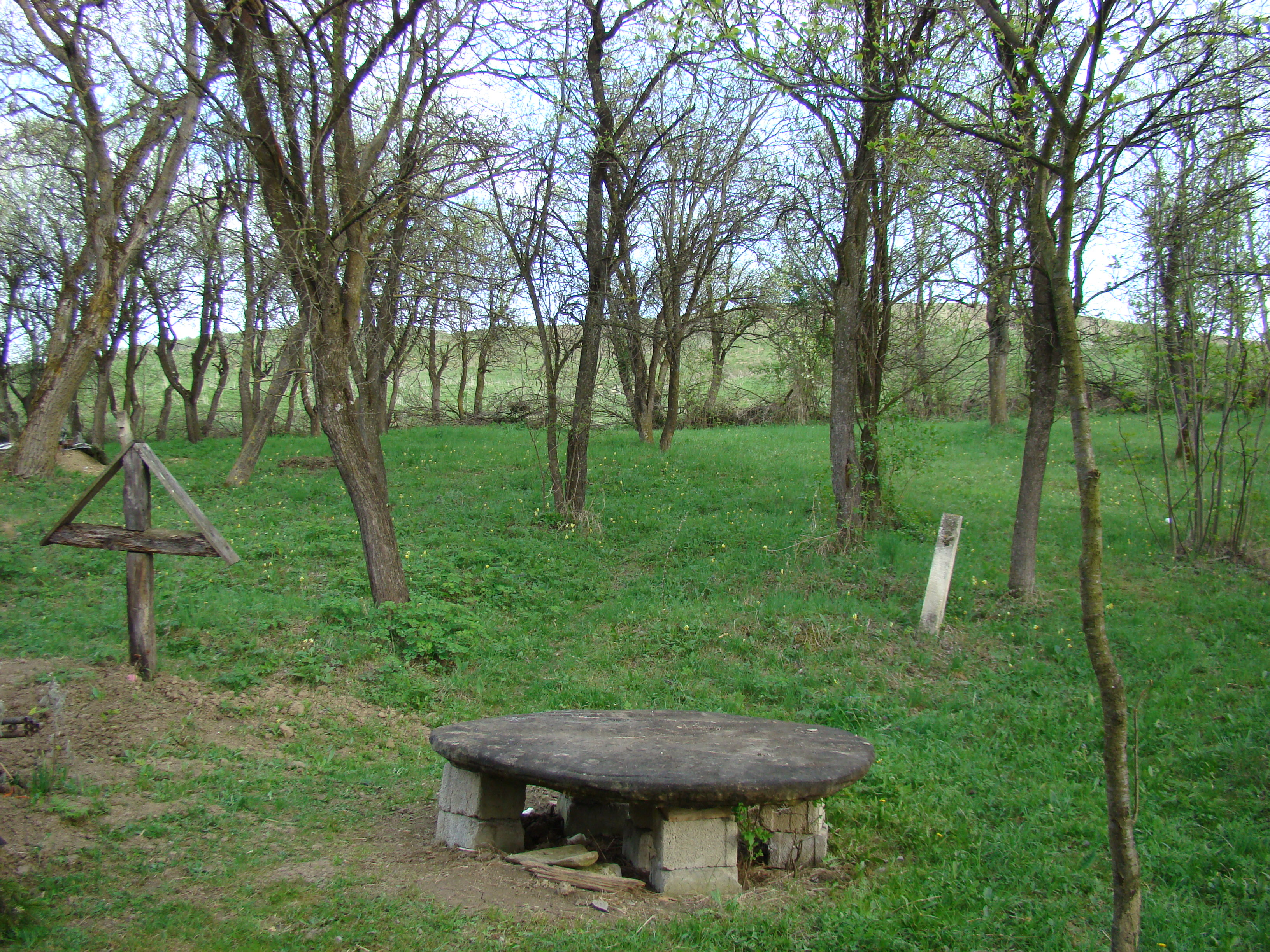
În cimitirul bisericii
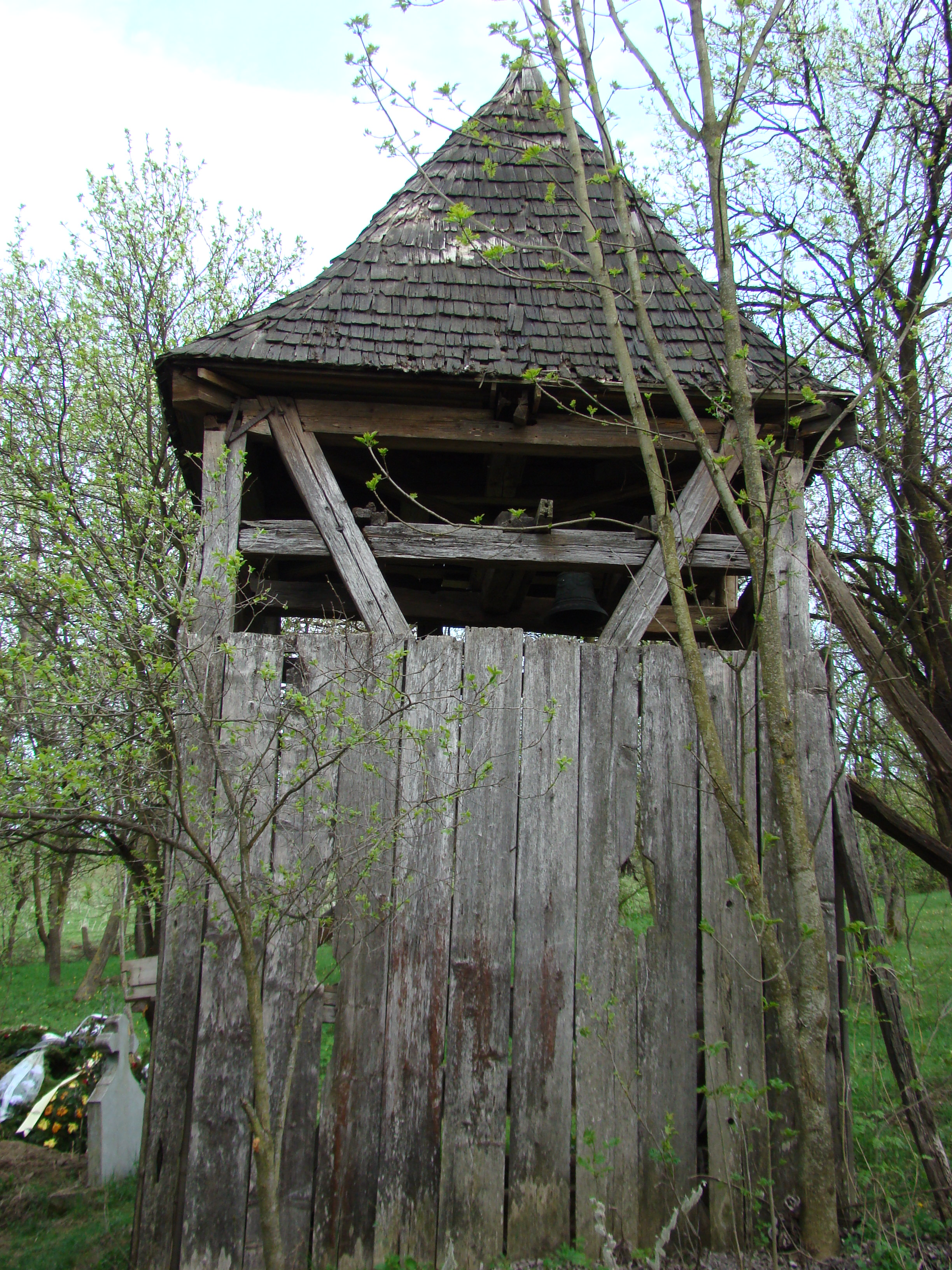
Clopotnița
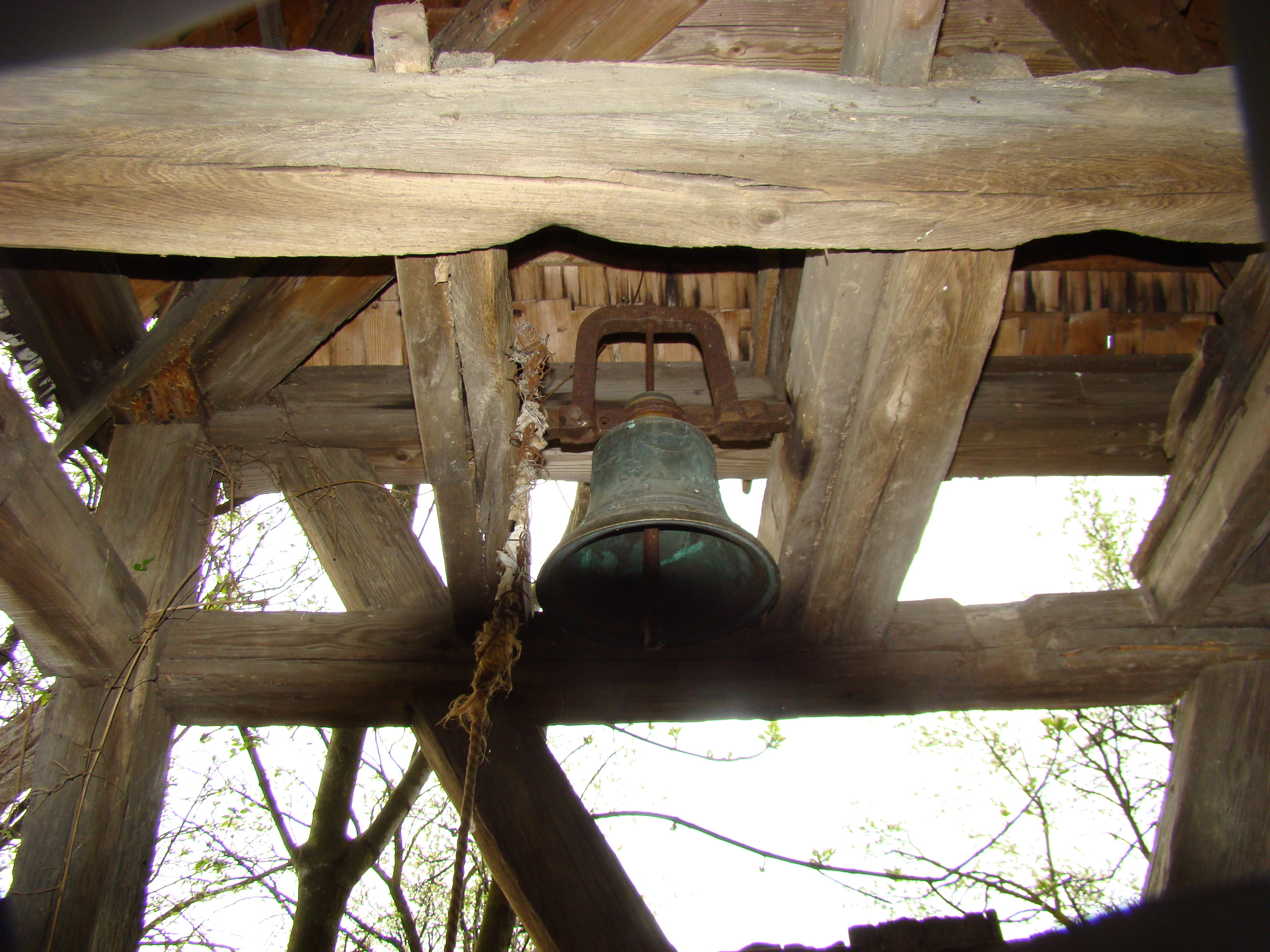
Clopotul
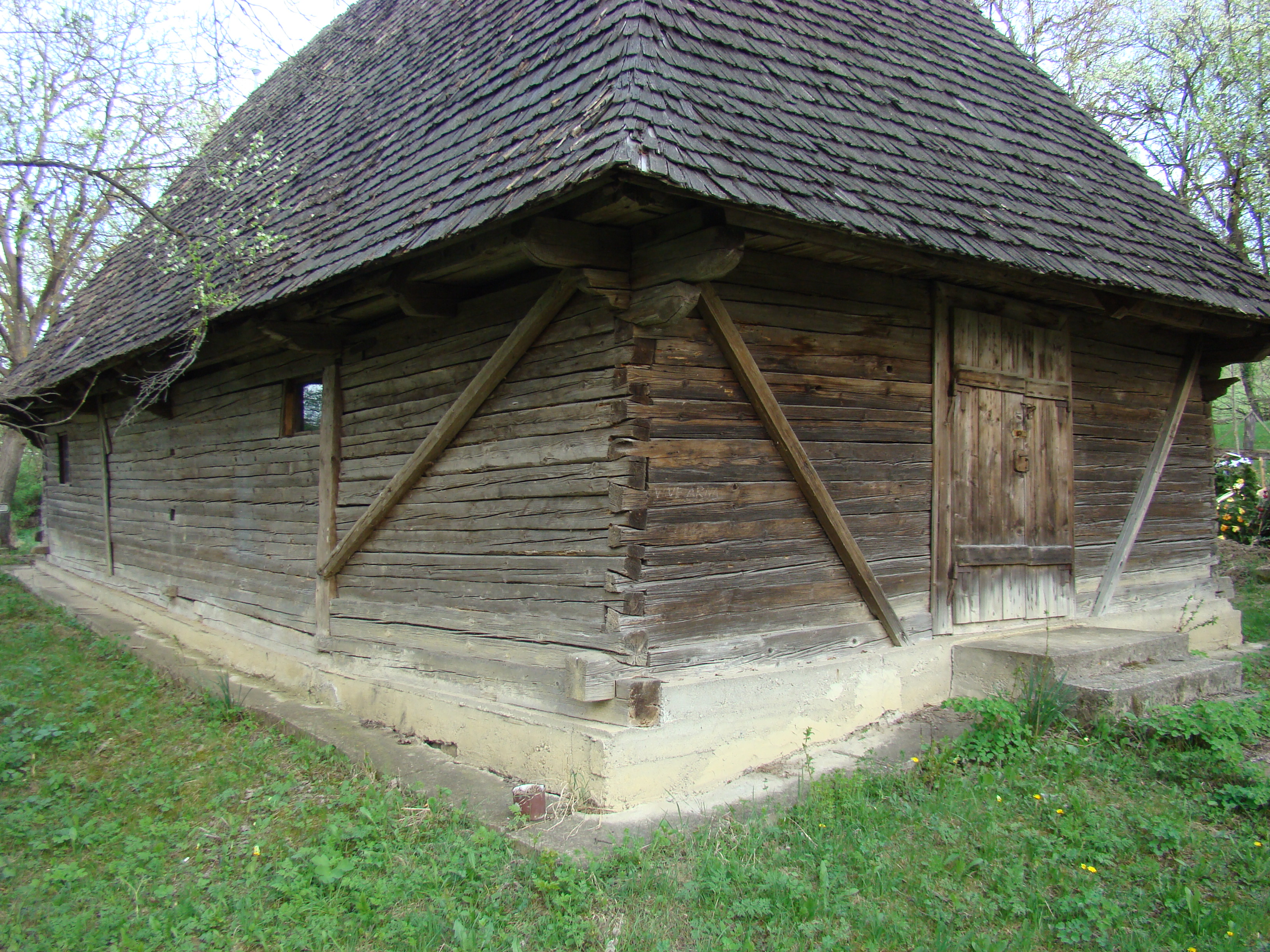
Laturile de nord și de vest
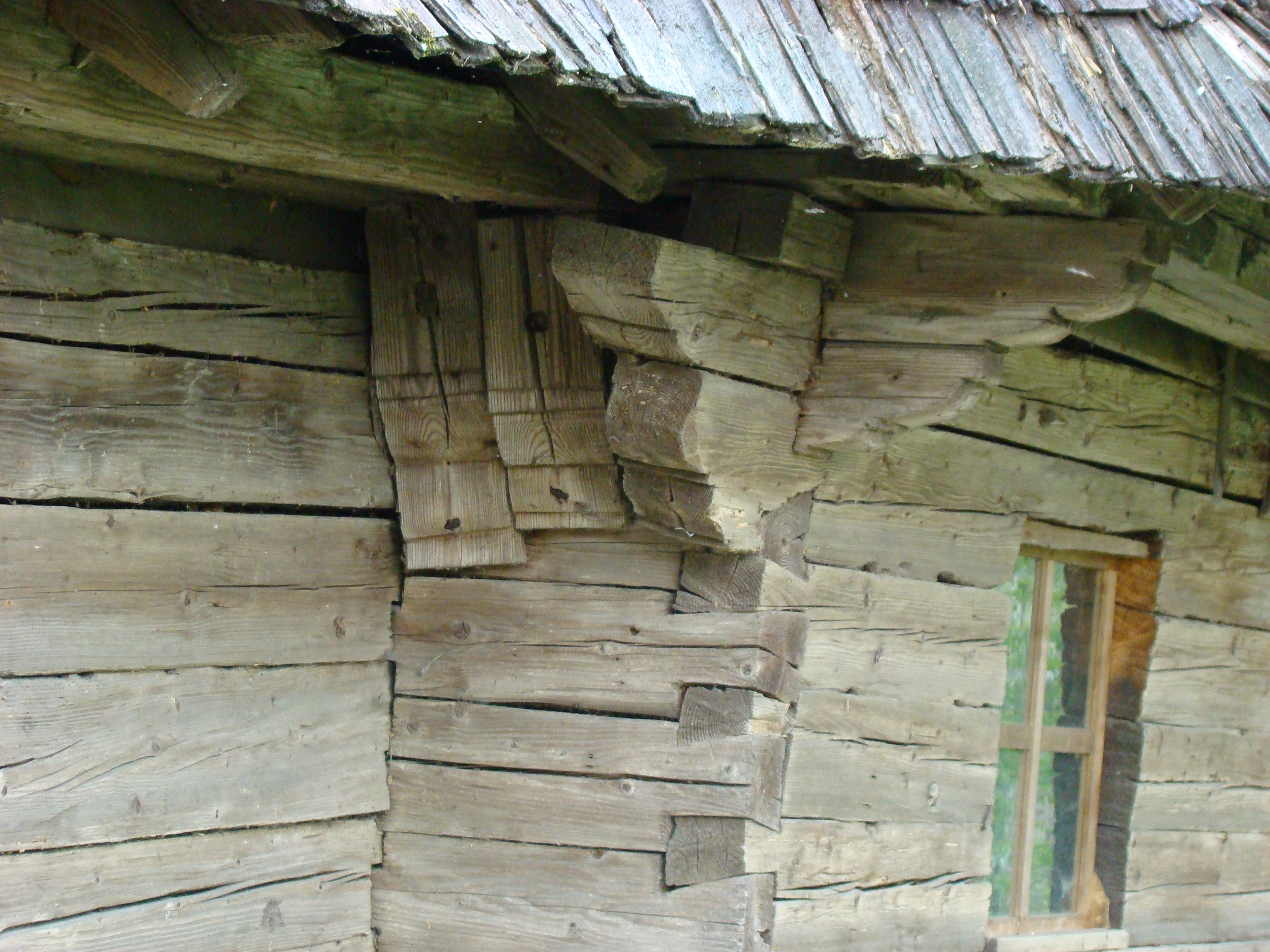
Îmbinare
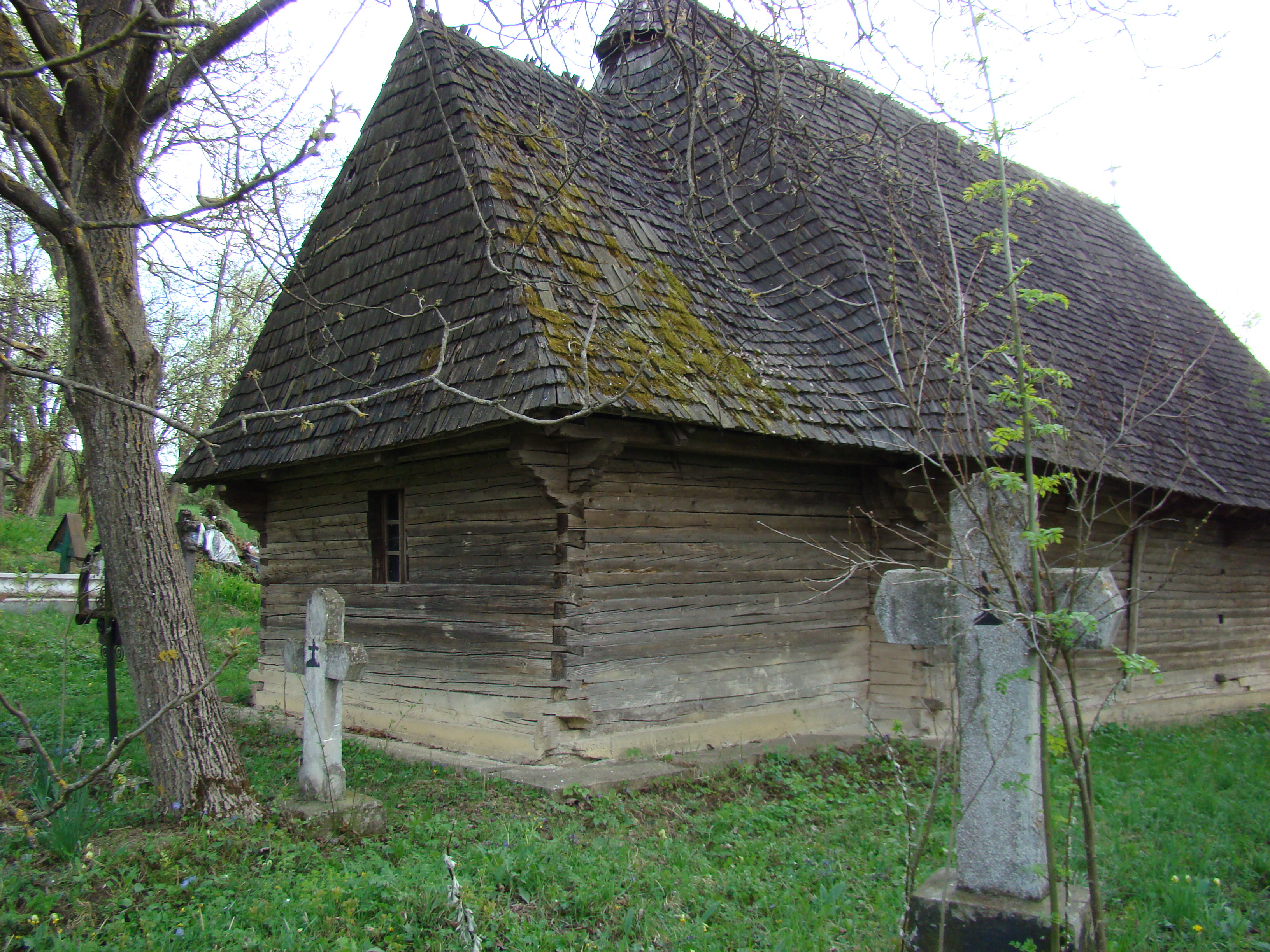
Vedere laterală a absidei altarului
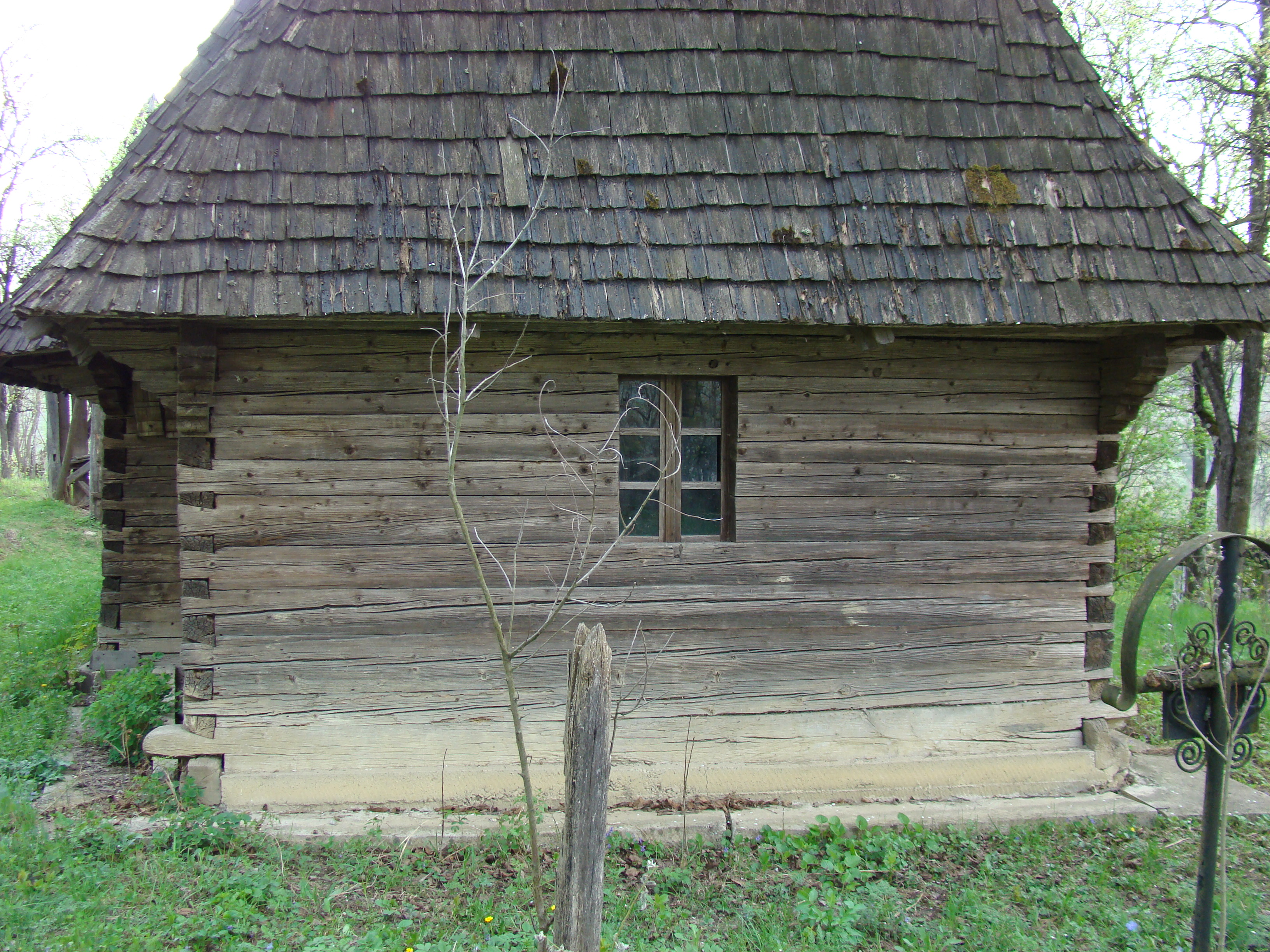
Absida altarului, vedere estică
detaliu din portalul intrării

## Imagini din interior

Dosul portalului bisericii. Vedere din pronaos
Pictură din naos
Pictură de pe bolta naosului
Sfântul Grigorie - pictură pe tavanul pronaosului
Eva - pictură pe tavanul pronaosului
Ochiul lui Dumnezeu - pictură pe tavanul pronaosului